# Cordillera Front
La cordillera Frontal (en inglés, Front Range) es una de las cordillera que forman parte de las Montañas Rocosas, localizadas en el oeste de los Estados Unidos, en la parte central del estado de Colorado y en la parte sureste del estado de Wyoming. 
La cordillera Frontal es llamada así porque, yendo en dirección oeste a través de las Grandes Llanuras, a lo largo del paralelo 40ºN, es la primera cadena montañosa que se encuentra y que se divisa desde bastante distancia. La denominación «Front Range» se aplica también al corredor urbano Front Range, la populosa región de Colorado y Wyoming justo al este de la cordillera y que se extiende desde Pueblo (Colorado), al norte hasta Cheyenne (Wyoming). Este corredor urbano fue posible por el efecto moderador sobre el duro clima que provocan las montañas de la cordillera, que ayudan a bloquear las tormentas. 
Esta disposición frontal ofrece asimismo un fondo escénico de altas torres visible desde Denver y Boulder y constituye un punto de acceso al aire libre para las personas que habitan allí, que practican en estas montañas el ciclismo de montaña, excursiones, acampadas, senderismo y escalada (en los meses cálidos), y esquí y snowboard durante el invierno. 
Sin embargo, hace millones de años, donde ahora se encuentra la actual cordillera Front había antiguas cadenas montañosas, desiertos, playas e, incluso, de océanos. Las pruebas de estos paisajes muy diferentes se encuentran en las formaciones rocosas en las que los habitantes de Colorado viven. Pistas de estas rocas han dado a los geólogos las herramientas necesarias para conocer el pasado geológico de la cordillera Front.

## Geografía
Administrativamente, la cordillera está localizada, de norte a sur, en los condados de Boulder, Gilpin, Clear Creek, Jefferson, Park, Jefferson, Douglas, Teller y El Paso.

## Enlaces externos

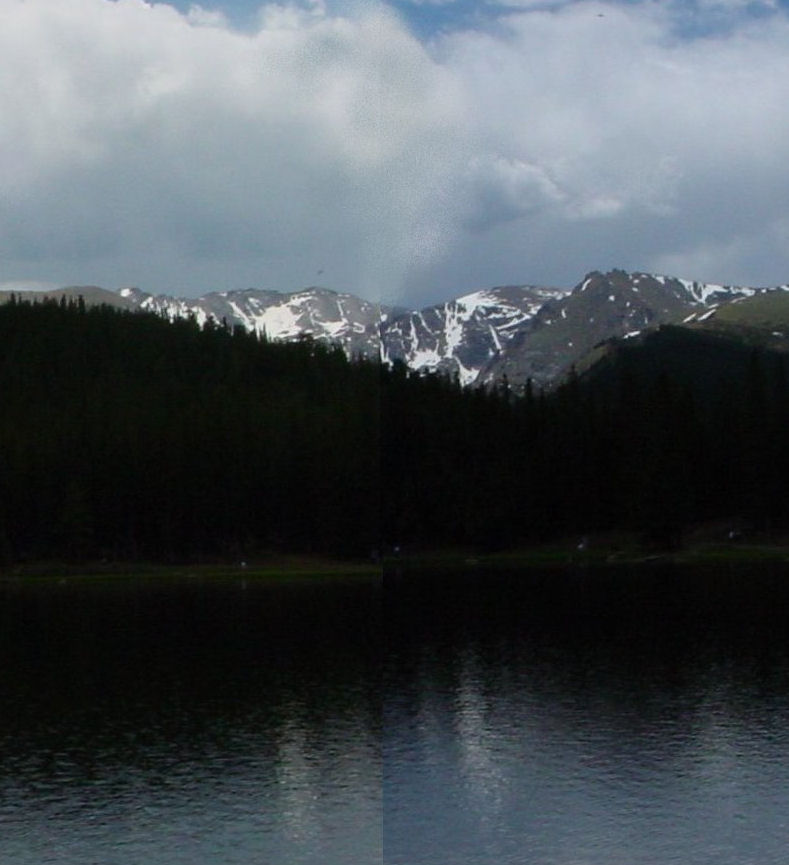
El monte Evans, con el lago Echo al frente.